# Ruota di Rhon

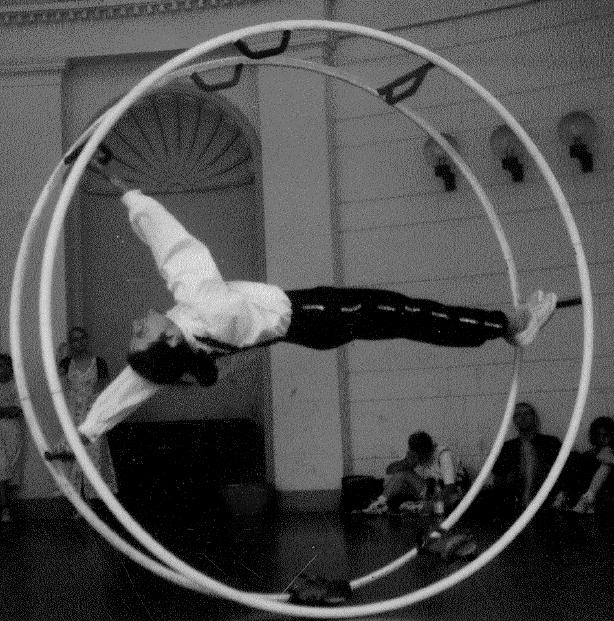

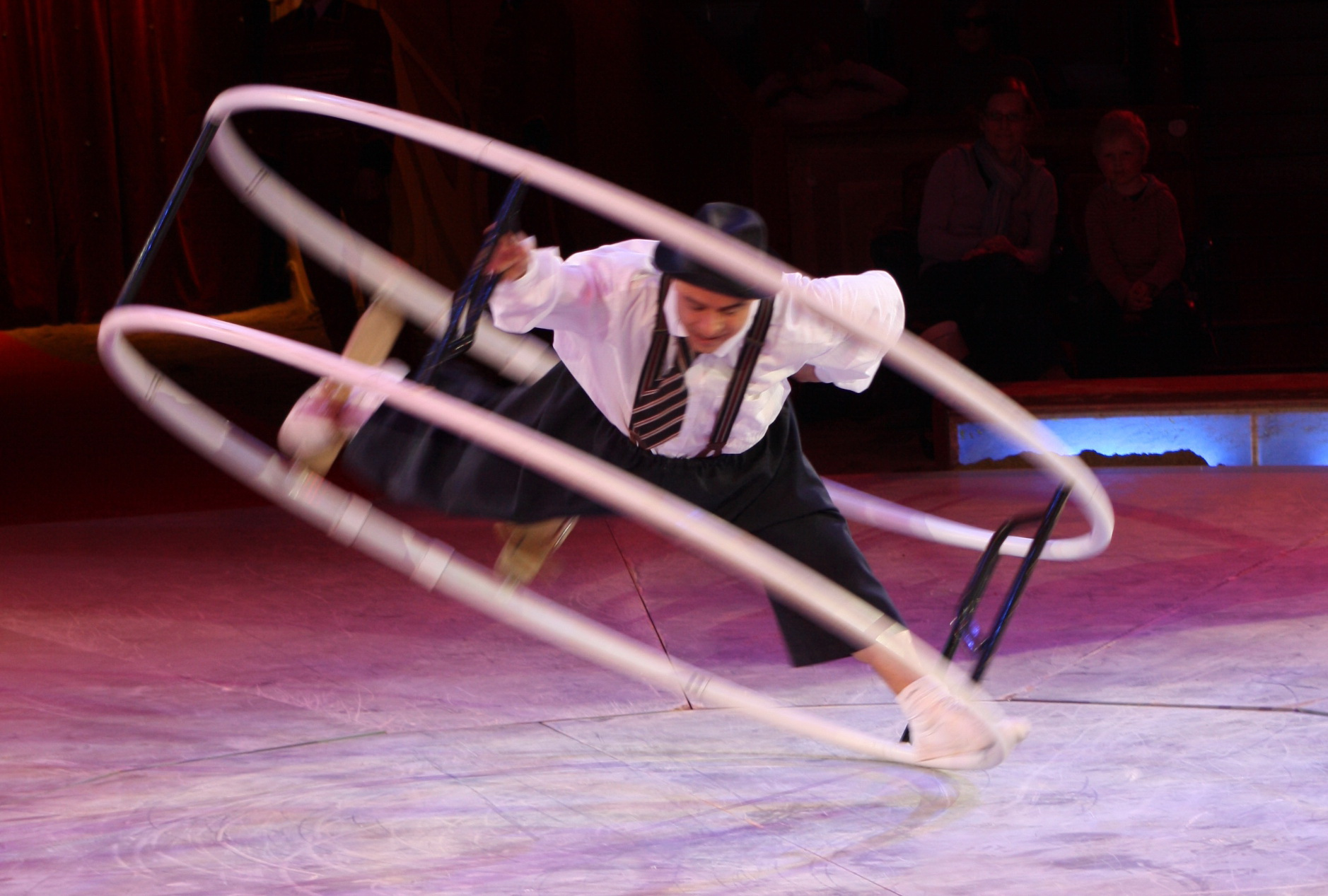

La Ruota di Rhon è una forma di ginnastica inventata in Germania nel 1925 da Otto Feick, nella città bavarese di Schönau an der Brend, immersa nella catena montuosa dei Rhön (da cui prende il nome). Il ginnasta esegue gli esercizi utilizzando una grande ruota chiamata Rhönrad (Ruota di Rhon, in Italiano) o Ruota tedesca. Esistono tre tipi di discipline: Lineare, Spirale e Volteggio.

## Descrizione dell'attrezzo
La ruota è costituita da due grandi ruote metalliche parallele unite tra loro da barre orizzontali. Queste ultime sono utilizzate dal ginnasta come appoggi: alcune hanno delle piccole pedane utili per poggiare comodamente i piedi, mentre altre hanno maniglie per favorire la presa con le mani. Il diametro dell'attrezzo è variabile in base all'altezza del ginnasta: tipicamente può raggiungere i due metri di diametro.

## Lineare
Si svolge su un campo di 23 x 3 metri quadrati. Il ginnasta deve compiere otto rotazioni insieme alla ruota, eseguendo otto elementi, un'entrata e un'uscita, descrivendo 4 linee. L'esercizio viene svolto con la musica e può durare da 2 minuti e 30 secondi a 3 minuti e 15 secondi.

## Spirale
Si svolge su un campo di 13 x 13 metri quadrati. L'esercizio viene svolto senza musica. Durante tutto l'esercizio la ruota deve toccare il terreno solo con uno dei due cerchi per volta. Vengono svolti elementi con la ruota inclinata più di 45° ed elementi con inclinazione inferiore a 45° nella fase finale dell'esercizio. L'uscita deve essere eseguita a ruota ferma sui due cerchi.

## Volteggio
Si svolge facendo fare alla sola ruota due rotazioni intere, durante il rotolamento della ruota il ginnasta correndo salta sulla stessa e la utilizza per compiere un salto acrobatico che finisce su un tappeto di arrivo.